# Орно Брдо
Орно Брдо (алб. Orobërdë) је насеље у општини Исток на Косову и Метохији.

## Демографија
Насеље има албанску етничку већину,
Број становника на пописима:
- попис становништва 1948. године: 467
- попис становништва 1953. године: 472
- попис становништва 1961. године: 539
- попис становништва 1971. године: 724
- попис становништва 1981. године: 972
- попис становништва 1991. године: 1 129